# Karl Arnd (Theologe)
Karl Arnd (* 21. Juli 1673 in Güstrow; † 26. April 1721 in Rostock) war ein deutscher lutherischer Theologe.

## Leben
Arnd war ein Sohn des Pastors Josua Arnd, sein Onkel war Karl Arndt der Ältere. Er studierte an der Universität Rostock Evangelische Theologie. Nach erfolgreichem Abschluss besuchte er noch einige Zeit ein pädagogisches Colloquium. Während politisch unruhiger Zeiten (Großer Nordischer Krieg) berief man ihn 1703 zum Rektor der Lateinschule von Malchin. Von 1704 bis zu seinem Tod lehrte er an der Universität Rostock, zuerst als ao. Professor der Philosophie, ab 1708 als Professor der Hebräischen Sprache und christlichen Katechese.
Von 1716 bis 1718 war er auch Bibliothekar an der Universitätsbibliothek Rostock.
Arnd verfasste eine Biographie seines Vaters Josua, eine hebräische Grammatik für den Schulunterricht und mehrere literaturhistorische Werke.